# Touillon-et-Loutelet
 Touillon-et-Loutelet  es una comuna y población de Francia, en la región de Franco Condado, departamento de Doubs, en el distrito y cantón de Pontarlier.
Su población en el censo de 1999 era de 149 habitantes.
Está integrada en la Communauté de communes du Mont-d'Or et des Deux Lacs .
- Datos: Q594691
- Multimedia: Touillon-et-Loutelet / Q594691

1. ↑  Worldpostalcodes.org, código postal n.º 25370.
2. ↑  INSEE, Datos de población para el año 2012 de Touillon-et-Loutelet (en francés).